# Умид Наджари
Умид Наджари (15 апреля 1989 г., Тебриз, провинция Восточный Азербайджан, Исламская Республика Иран) — поэт, писатель, переводчик, публицист, Вице-президент Европейской международной ассоциации писателей IWA BOGDANİ, член Союза писателей Азербайджана и Всемирного союза молодых турецких писателей. и  Международной Академии “Mihai Eminescu”, Действительный член Академии Литературы, Культуры и Искусств "Сенгор, Леопольд Седар"

## Биография
Умид Наджари родился 15 апреля 1989 года в городе Тебриз. Он получил начальное образование в Тебризе. В 2009-2013 годах учился на факультете электроники Тебризского филиала Исламского свободного университета. В 2016-2020 годах учился на филологическом факультете Бакинского университета «Евразия» по специальности «Азербайджанский язык и литература». Он является членом Союза писателей Азербайджана и Всемирного союза молодых турецких писателей.
Умид Надджари является членом известного Международного Сообщества Европы IWA Bogdani. А с 26 апреля 2023 года Умид Надджари был избран Вице-Президентом Международной Ассоциации Писателей BOGDANI, головные офисы которого находится в Брюсселе и в Приштине. 3 января 2025 года У. Надджари был избран членом Международной Академии Философии и Искусств “Farsala”.

## Творчество
Умид Наджкари начал свое творчество с юных лет. Его первые работы были опубликованы в изданиях Тебриза. Он автор трех книг. В 2015 году в Тебризе вышли книги «Долина птиц» и в 2019 году «За стенами». В 2019 году в Баку вышла книга «Фотография тьмы». В 2020 году в Белграде вышла книга стихов « СЛИКА TAME » (на сербском языке).
О творчестве Умида Надджари высказали свои точки зрения и написали статьи Азербайджанские и мировые писатели, такие как Aзер Tуран, Эльнара Акимова , Матанат Вахид, Жетон Кельменди (Косово), Андрејана Дворнић (Сербия) , Рэхмат Азиз Хан (Пакистан), Бужар Тафа (Албания), Адриана Табаку (Румыния), Катарина Сарич (Хорваия).
Умид Надджари не остался равнодушным начавшимся с октября месяца 2022 года протестам в Иране Его стихи посвящаются требованиям относитиельно прав женщин и памяти 22 летней Махса Амини, которая была задержана по обвиненям о нарушении правил ношения хиджаба. Данное произведение была издана в известном в США портале "SPILLWORDS PRESS" по инициативе Реза Хоссейни в переводе инициатора. 
В 2024 году Умид Надджари был избран членом Итальянской Академии Литературы и искусства “Сенгор, Леопольд Седар”
Наджари также является активным переводчиком. Он перевел с персидского на азербайджанский несколько книг и стихов, которые являются образцами классической и современной персидской литературы. Его стихи были опубликованы в США, Сербии, Испании, Италии, Албания, Греция, Бельгии, Канаде, Перу, Турции, Узбекистане, Ираке, Казахстане, Грузии, Чили и Иране.